# Брод (Република Српска)
Брод (раније Српски Брод, прије рата Босански Брод) је насељено мјесто на крајњем сјеверу Републике Српске, на десној обали ријеке Саве, у Босни и Херцеговини. Административни је центар истоимене општине.
На попису становништва 2013. године, Брод је према подацима Републичког завода за статистику Републике Српске имао 7.637 становника, а према подацима Агенције за статистику Босне и Херцеговине 7.961 становника.

## Географија
Брод се налази на широко отвореној и лако проходној Перипанонској низији, на обали ријеке Саве у Посавини. На лијевој страни ријеке се налази Славонски Брод. Сјеверну границу чини ријека Сава, која меандрира и често плави своју алувијалну раван.

## Историја

### Старо доба
Историја Брода и насеља у његовој околини датира још из бронзаног доба, око 1600. године прије наше ере. На мјесту на којем је данас смјештен један дио постројења рафинерије нафте РС, налазе се под земљом остаци релативно великог насеља из прадавних времена. То мјесто народ је називао Пекаруса. Становници Пекарусе припадали су великом панонском народу. Своје трагове на овим просторима оставили су и стари Римљани. На мјесту данашњег Брода, постојало је градско насеље које су Римљани звали Марсонија. Како и сама ријеч Марсонија подсјећа на Марс — римског бога рата — тако ни Марсонија није била само цивилно и трговачко насеље, него је имала и утврђење. Главнина старе Марсоније, налазила се на мјесту данашње Славонско-Бродске тврђаве, а дио насеља био је и на десној страни. Писани документи у којима се Брод први пут спомиње датирају из 365. године, што говори о чињеници да је овај град стар 1635 година.

### Турско и Аустроугарско царство
По реду старости, у околини Брода на првом мјесту су Винска и Лијешће, који се у извјештајима Маријана Маравића спомињу 1648. То османско утврђење звано Бусуд, је 1716. године опљачкао аустријски генерал Петраш. Јединствено насеље Брод тек је 1739. године подијељен у двије администрације, посавску и славонску. Десна обала постала је дио Османског а лијева Аустријског царства. 1850. године, у Броду је живјело 700 становника.
Свој релативно велики успон Брод је доживио у првим годинама 19. вијека. У то доба био је то трговачки центар и важна тачка на раскршћу два царства. Падом Наполеона, Брод ће изгубити свој стратешки значај. Према одлукама Берлинском конгреса 1878. године Аустроугарска је окупирала Босну и Херцеговину. Тада је и Брод постао дио Аустроугарске монархије. Са том годином су повезани и почеци школства у Броду.
Прва јавна библиотека у Броду је основана 1889. године при Народној основној школи. Позната сарајевска трговачка породица Хаџи-Ристић оснива и прву новчану установу 1859. године. Након успостављања Аустроугарске монархије над подручјем Босне, Брод постаје главни пункт за промет монархије са новоокупираним покрајинама.
Жељезничка станица саграђена је 1896. године по нацрту архитекте Ханса Ниемезцека. Станица је свечано стављена у употребу 1897. године. Узор за ову грађевину градитељ је потражио у далеком Авганистану, подигавши је у псеудомаварском стилу. Најстаријим објектом који је саграђен у том стилу, а који је сачуван, сматра се Вијећница у Сарајеву. Нажалост, станица је до темеља разорена у великом нападу на Брод 19. јануара 1945. године. У Сарајеву су сачувани комплетни планови ове грађевине. Жељезничка станица у Броду је била све до свршетка Другог свјетског рата највећи прометни чвор у БиХ.
Дана, 15. јула 1897. кренуо је први воз из Брода према Дервенти и Жепчу. Прва српска православна црква саграђена је у Броду 1894. године. Стара римокатоличка црква Свети Илија била је саграђена 1860. године, а након подизања нове цркве 1907. године била је преграђена као стамбени објект. Џамија је била саграђена 1909. године. О старој џамији нема података, али се свакако зна да је била саграђена у 18. вијеку.
Брод је захваљујући трговцима у Славонском Броду добио 1860. године и прву петролејску лампу у цијелој БиХ. Занимљиво је и то да је 1923. године Рафинерија нафте успјела набавити аутомобил марке „Форд“ и то је уједно био први аутомобил у Броду. Први аеро-митинг у Броду је био 1912. године. Он је био приређен само 9 година пошто се први авион подигао изнад земље. Насеље на десној обали Саве службено је прозвано Босански Брод у рану јесен 1878. године, и ово име је задржао све до краја 20. вијека.

### Други свјетски рат
У Босанском Броду наоружане групе железничара Хрвата напале су 11. априла 1941. године југословенске службенике. "На све стране зачула се пуцњава из пушака, а Хрвати франковци почели су ликовати, скупљати се у веће групе и наоружавати". Априла исте године из Босанског Брода и околних села ухапшено је око 70 Срба.
Босански Брод је први град у поробљеној Европи, који је 13. априла 1941. године ослобођен, и то од припадника Југословенске краљевске војске. Пуковник Драгољуб Дража Михајловић је добио наређење од команданта армије, да својим тек формираним Брзим одредом ту дејствује.
Дана 19. маја 1941. године усташе су ухапсиле свештеника Илију Берића из Босанског Брода.
У Босанском Броду, запрећено је Србима да ће бити интернирани у логоре ако не буду прешли у римокатоличанство.
Савезничка авијација састављена од 180 авиона бомбардовала је Босански Брод 27. јула 1944. године.
Мост на Сави код Брода и Логор Славонска Пожега су мјеста на којима је од усташа страдао велики број Срба из околине Брода и Дрвенте (51 на мосту и 438 у логору) 26. августа 1941. године. У знак сјећања на те жртве, у Броду постоји Улица 26. августа и у њој споменик, код којег се сваке године одржава помен жртвама, на тај дан.

## Становништво
|                      | 2013.          | 1991.           | 1981.           | 1971.           | 1961.          |
| Укупно               | 7 961 (100,0%) | 14 098 (100,0%) | 12 506 (100,0%) | 10 003 (100,0%) | 7 350 (100,0%) |
| Срби                 | 6 767 (85,00%) | 4 373 (31,02%)  | 3 505 (28,03%)  | 3 229 (32,28%)  | –              |
| Бошњаци              | 521 (6,544%)   | 2 246 (15,93%)1 | 1 682 (13,45%)1 | 2 093 (20,92%)1 | –              |
| Хрвати               | 404 (5,075%)   | 4 086 (28,98%)  | 3 812 (30,48%)  | 4 166 (41,65%)  | –              |
| Неизјашњени          | 124 (1,558%)   | –               | –               | –               | –              |
| Остали               | 47 (0,590%)    | 633 (4,490%)    | 48 (0,384%)     | 86 (0,860%)     | –              |
| Југословени          | 20 (0,251%)    | 2 760 (19,58%)  | 3 406 (27,23%)  | 376 (3,759%)    | –              |
| Албанци              | 16 (0,201%)    | –               | 6 (0,048%)      | 3 (0,030%)      | –              |
| Босанци              | 15 (0,188%)    | –               | –               | –               | –              |
| Муслимани            | 13 (0,163%)    | –               | –               | –               | –              |
| Непознато            | 12 (0,151%)    | –               | –               | –               | –              |
| Македонци            | 8 (0,100%)     | –               | 8 (0,064%)      | 3 (0,030%)      | –              |
| Православци          | 6 (0,075%)     | –               | –               | –               | –              |
| Босанци и Херцеговци | 4 (0,050%)     | –               | –               | –               | –              |
| Црногорци            | 2 (0,025%)     | –               | 25 (0,200%)     | 24 (0,240%)     | –              |
| Словенци             | 1 (0,013%)     | –               | 10 (0,080%)     | 10 (0,100%)     | –              |
| Украјинци            | 1 (0,013%)     | –               | –               | –               | –              |
| Мађари               | –              | –               | 4 (0,032%)      | 12 (0,120%)     | –              |
| Роми                 | –              | –               | –               | 1 (0,010%)      | –              |

1. 1 На пописима од 1971. до 1991. Бошњаци су пописивани углавном као Муслимани.

|  |  |

## Месне заједнице 1991.

### Градске месне заједнице
Насељено мјесто Брод је подељено на 5 градских месних заједница:
- МЗ Бродско Поље
- МЗ Центар
- МЗ Махала — Скеле
- МЗ Рит
- МЗ Тулек

## Привреда

### Нафтна индустрија
Годинама је основу привредне дјелатности Брода представљала Рафинерија нафте. Основана је 1892. године са скромним прерађивачким капацитетима, примјереним тадашњем времену. Од тада је у сталном развоју, а најзначајнији скокови производње забиљежени су 1962. године, када је капацитет инсталираних постројења достигао два милиона тона и 1991. када је изграђена нова линија капацитета три милиона тона прераде годишње.
У оба свјетска, а посебно у рату у Босни и Херцеговини, рафинерија је претрпјела значајна разарања. Стара линија је обновљена, а за потпуну ревитализацију и модернизацију потребно је уложити још око 200 милиона долара. Тим средствима би се обновила нова линија прераде и омогућила производња еколошки подобних производа по спецификацији Европске уније. Рафинерија је у групи предузећа од посебног интереса за Републику Српску, па се њена приватизација обављала по посебном програму. Од 14. фебруара 2007. године, њен већински власник је компанија „Зарубежњефт“. Прије рата, 2300 радника Рафинерије производило је моторне бензине, дизел-горива, ложива уља, битумене (путне и индустријске), течни нафтни гас, специјалне бензине (раствараче и разређиваче), примарне бензине и базни уљни дестилат. Производи су пласирани у читавој тадашњој Југославији, али и Италији, Аустрији.
Данас у Рафинерији ради 1300 радника. Њихови и напори развојног и управљачког тима усмјерени су на кадровско јачање и освајање нових производних програма. Планирана је производња рафинисаних моторних бензина и дизел-горива и грађевинских материјала на бази битумена у чему се види будућност Рафинерије. Ријеч је о профитабилној и еколошки подобној преради нафте по стандардима Европске уније.
У Броду је и сједиште Матичног државног предузећа, Нафтна индустрија Републике Српске. Поред Рафинерије нафте Брод, у саставу НИРС су и „Рафинерија уља“ Модрича, „Терпентин“ Вишеград, „Енергопетрол“ и „Крајинапетрол“ Бања Лука.

### Текстилна индустрија
Брод је био познат по текстилној индустрији. Фабрика чарапа „Бродтекс“ АД (данас у стечају) производила је од седам до десет милиона пари чарапа свих врста и величина, као и 300-350 хиљада килограма синтетичког предива. „Бродтекс“ је снабдијевао тржишта свих бивших југословенских република и извозио производе у Италију, СР Њемачку, Чехословачку, СССР, Анголу...
Прије рата у Босни и Херцеговини у „Бродтексу“ је радило 450 радника. Елаборат о приватизацији „Бродтекса“ прихваћен је међу првих десет у Републици Српској, и спровела га је Дирекција за приватизацију Бања Лука.

### Производња санитарија
У Броду се налазила Фабрика „Металемајл“ која се бавила производњом санитарија, кади, водокотлића, лавабоа, судопера и грил опреме. У прошлости је снабдјевала тржишта бивших југословенских република и извозила у Њемачку, Холандију, Мађарску.
„Металемајл АД” данас је у стечају, а имовина се у задњих пар година продаје на јавним аукцијама ради намиривања повјерилаца.

### Транспорт
Транспорт нафте и нафтних деривата основна је дјелатност предузећа „Транстер“. Допунске дјелатности су превоз путника, ремонт и сервис, царински терминал, као и промет, продаја и посредовање. Предузеће је прије рата било једно од најпознатијих у својој грани и посао обављало у читавој Европи. Сада, након што је у рату остало без значајног дијела возног парка, ради у Републици Српској, Федерацији БиХ и Србији. Постоји интерес за додатним улагањем у модернизацију возног парка, прије свега у набавку камиона и алата. „Транстер“ је дјелимично акционарско друштво 45%, а и остали дио може се приватизовати.

### Грађевинска индустрија
Међу значајна предузећа у Броду спадао је и Грађевинско-индустријски комбинат (ГИК), који је процесом приватизације постао деоничарско друштво. Предузеће је након приватизације лоше пословало и завршило у стечају, а поступак и даље траје. ГИК се некада бавио градњом стамбених и пословних простора за тржиште, а такође и продајом грађевинског материјала као што су шљунак, пијесак, бетон и обрађене арматуре.

### Металопрерађивачка индустрија
"SCAI Adapter" д.о.о се бави металопрерађивачком дјелатношћу у примарној обради метала и производњи металних подлошки и дијелова за аутомобиле. Прије приватизације ова фирма звала се ОДП Адаптер и производила је металне прикључке, хидранте, водомјере... На Сајму мале привреде 1999. године изложени асортиман „Адаптера“ освојио је златну медаљу.

### Пољопривреда
Велики значај у Броду придаје се производњи здраве хране, у области ратарства, повртарства, воћарства као и узгоју рибе. Са преко 1.700 хектара савремено уређеног пољопривредног земљишта које подразумијева каналску и путну мрежу, дренажно уређење свих ораничних површина, објектима за складиштење и радионицама у оквиру машинског парка, производњом здраве хране доминира „Ивањско поље“.
Ту је и рибњак „Сијековац“ на преко 2.400 хектара. Чине га доводни и одводни канали са водозахватом на ријеци Укрини и систем базена са воденим огледалом од 700 хектара. Пројектовани годишњи капацитет рибњака је 800 тона шарана, толстолобика, сома и рибље млађи. Поред рибњака предузеће газдује ловиштем на површини од 1.700 хектара препуним дивљачи — зечевима, фазанима, срнама, дивљим паткама...

## Спорт
Брод има дугу и богату спортску традицију. Свакако најзначајнији бродски спортски колектив је фудбалски клуб ОФК Полет 1926 који поред сениорске, има пионирску и предпионирску селекцију. У Броду егзистирају и кошаркашки клуб Брод, РК Брод, ОК Младост, карате клуб Полет, боксерски клуб Славија, шаховски клуб Славија и спортско риболовно друштво Сава. Мали фудбал (Футсал) је такође веома популаран, тако да су у такмичарском турниру "Општинска лига Брод 2012/2013" биле пријављене 22 локалне екипе. Дом спортова је отворен у децембру 1978.

## Градови побратими
- Митилена, Грчка (од 2003)

## Знамените личности
- Душко Трифуновић, (књижевник и песник)
- Живко Савковић, (књижевник и песник)
- Сима Лазић Лукин, (публициста, новинар и књижевник)
- Воја Чолановић, писац, новинар, и први уредник Научног програма Телевизије Београд[17]
- Жарко Видовић, (народни херој у Другом светском рату)
- Милан Горкић, (секретар ЦК КПЈ)
- Љупко Петровић, (фудбалски тренер)
- Браца Петров, (партијски радник у Другом светском рату)
- Ђуро Баслер, (историчар, археолог и конзерватор)
- Љиљана Молнар-Талајић, (оперска дива)
- Маринко Солдо, (песник и есејиста)
- Ирена Муламухић (глумица)
- Сеад Машић, (фудбалер)
- Един Мујчин, (фудбалер)

## Галерија слика
- Некадашња жељезничка станица у Броду из 1895. године. Изграђена је од аустроугарског окупатора
- Српске заставе у Броду, 6. октобар 2019.
- Генерал Славко Лисица, споменик у Броду
- Трг Патријарха Павла
- Трг Патријарха Павла, табла
- Путокази
- Брод
- Брод
- Брод
- Хусеин-бегова џамија у Броду
- Табла улице Стевана Немање
- Српска православна црква Покрова Пресвете Богородице у Броду
- Натпис на православној цркви о освећењу 2009. године
- Продавница у порти (дворишту) цркве
- Обновљена православна црква
- Зграда црквене општине
- Табла Црквене општине
- Католичка црква светог Илије у Броду
- Споменик погинулим борцима Одбрамбено-отаџбинског рата 1990-1995.
- Споменик погинулим борцима Одбрамбено-отаџбинског рата 1990-1995. На споменику је традиционална српска изрека За крст часни и слободу златну
- Трг у Броду
- "Дјечачка и дјевојачка основна школа" — разгледница из 1912. године